# Ostrov u Tochovic
Ostrov u Tochovic – przystanek kolejowy w miejscowości Ostrov, w kraju środkowoczeskim, w Czechach. Znajduje się na linii kolejowej Zdice - Protivín. Położony jest na wysokości 515 m n.p.m.
Na przystanku nie ma możliwości zakupu biletów, a obsługa podróżnych odbywa się w pociągu. 

## Linie kolejowe
- 200 Zdice - Protivín